# إلفيرسون رود (محطة مترو أنفاق لندن)
إلفيرسون رود (بالإنجليزية: Elverson Road) هي إحدى محطات مترو أنفاق لندن. تقع على خط قطار دوكلاندز الخفيف (فرع لويشام) أفتتحت في المنطقة (Zone) رقم 2 و3 أفتتحت في 11 نوفمبر 1999.